# 斯拉沃尼亚
斯拉沃尼亚，舊譯斯拉夫尼亞，是歐洲東南部巴爾幹半島的历史地区，位于克罗地亚东部，其北部是德拉瓦河，南部是萨瓦河，东部是多瑙河。